# Number 1 Angel
Number 1 Angel es el tercer mixtape de la cantante británica Charli XCX, publicada el 10 de marzo de 2017 por Asylum Records. El mixtape contiene diez temas y fue creado en Los Ángeles como colaboración con el productor A. G. Cook, fundador de PC Music. 
Varios otros productores asociados con el sello también contribuyeron al mixtape, incluyendo Sophie que previamente produjo el extended play de Charli XCX Vroom Vroom. Musicalmente, ha sido etiquetado como avant-pop y electropop.

## Antecedentes
En enero de 2017, Charli XCX declaró en una entrevista con Rolling Stone que planeaba lanzar un mixtape antes del lanzamiento de su tercer álbum diciendo: "Simplemente me aburrí e hice un montón de canciones, así que decidí sacarlas" En otra entrevista, con 93.3, dijo a la emisora de radio que grabó el mixtape en dos semanas. Lo describió diciendo: "esto es más como llorar en el champán que beberlo", y lo comparó con su trabajo con Sophie. El mixtape estaba programado para un lanzamiento en febrero de 2017 pero se retrasó debido a conflictos con la discográfica. Charli XCX grabó inicialmente el mixtape sin el permiso de su discográfica, declarando que la situación, junto con el retraso del álbum, la había hecho sentirse "frustrada y molesta".

## Recepción Crítica
En Metacritic, que asigna una puntuación normalizada sobre 100 a las reseñas de los principales críticos, Number 1 Angel recibió una puntuación media de 73, basada en 5 reseñas, lo que indica críticas generalmente favorables. Frank Falisi de Tiny Mix Tapes comparó el mixtape con los primeros trabajos de Madonna y la describió como "un texto para mitigar compromisos. " En Pretty Much Amazing, Mick Jacobs afirmó que "Aitchison empareja inteligentemente sus letras inteligentes contra ritmos que empujan los géneros hacia fuera, rellenando los espacios con sus ganchos y su gigantesca personalidad," mientras que Katherine St. Asaph de Pitchfork escribió que el mixtape "es robado en gran parte por sus invitados, como Uffie y Cupcakke."
Retrospectivamente, en abril de 2022, la periodista de Clash Ana Lamond afirmó que el mixtape "mantiene una resiliencia a raudales, sin llamar la atención sobre los gritos de Sucker de los fans de Charli XCX, que suplican un regreso a los días de ruptura más comerciales y convencionales. En ningún caso el mixtape va a lo seguro, sino que es un audaz intento de redefinir la música pop con su apuesta por la PC Music." En su artículo para AllMusic, Neil Z. Young describió el lanzamiento como "otro cambio sónico para la cantante, Angel emplea el rebote tropical, la electrónica cavernosa y las influencias del trap-rap en diez temas que son más M.I.A. que Marina and the Diamonds".

### Reconocimientos
| Publicación          | Premio                               | Posición | Ref.   |
| -------------------- | ------------------------------------ | -------- | ------ |
| Billboard            | 25 Best & Worst Album Covers of 2017 | Best     | [ 20 ] |
| Complex              | The Best Albums of 2017              | 12       | [ 21 ] |
| Entertainment Weekly | Best Albums of 2017                  | 18       | [ 22 ] |
| Crack Magazine       | The Top 100 Albums of 2017           | 29       | [ 23 ] |
| Noisey               | The 100 Best Albums of 2017          | 38       | [ 24 ] |
| Gorilla vs. Bear     | Gorilla vs. Bear's Albums of 2017    | 54       | [ 25 ] |
| Rolling Stone        | 20 Best Pop Albums of 2017           | 8        | [ 26 ] |
| Melty                | Best Pop Albums of the Year          | 2        | [ 27 ] |

## Lista de Canciones
| Number 1 Angel track listing |                                |             |          |  |
| N.º                          | Título                         | Producer(s) | Duración |  |
| 1.                           | «Dreamer» (con Starrah & Raye) | Cook        | 3:58     |  |
| 2.                           | «3AM (Pull Up)» (con MØ)       | Easy FX     | 3:59     |  |
| 3.                           | «Blame It on U»                | Cook        | 3:47     |  |
| 4.                           | «Roll with Me»                 | Sophie      | 3:21     |  |
| 5.                           | «Emotional»                    | Easy FX     | 3:53     |  |
| 6.                           | «ILY2»                         | Harle       | 3:16     |  |
| 7.                           | «White Roses»                  | Cook        | 3:33     |  |
| 8.                           | «Babygirl» (con Uffie)         | Hill        | 3:53     |  |
| 9.                           | «Drugs» (con Abra)             | Cook        | 3:49     |  |
| 10.                          | «Lipgloss» (con Cupcakke)      | Cook        | 3:54     |  |
| 37:23                        |                                |             |          |  |

| Number 1 Angel/Pop 2 vinyl edition |                                                         |             |          |  |
| N.º                                | Título                                                  | Producer(s) | Duración |  |
| 11.                                | «Backseat» (con Carly Rae Jepsen)                       | EasyFun     | 3:58     |  |
| 12.                                | «Out of My Head» (con Tove Lo & Alma)                   | Cook        | 3:55     |  |
| 13.                                | «Lucky»                                                 | Cook        | 3:35     |  |
| 14.                                | «Tears» (con Caroline Polachek)                         | Cook        | 4:13     |  |
| 15.                                | «I Got It» (con Brooke Candy, Cupcakke & Pabllo Vittar) | Cook        | 3:51     |  |
| 16.                                | «Femmebot» (con Dorian Electra & Mykki Blanco)          | Cook        | 3:38     |  |
| 17.                                | «Delicious» (con Tommy Cash)                            | Cook        | 4:32     |  |
| 18.                                | «Unlock It» (con Kim Petras & Jay Park)                 | Cook        | 3:52     |  |
| 19.                                | «Porsche» (con MØ)                                      | Cook        | 3:26     |  |
| 20.                                | «Track 10»                                              | Cook        | 5:26     |  |

## Personal
Créditos adaptados de Tidal.
Músicos
- Charli XCX - voz principal
- A. G. Cook - programación (1-3, 5, 7, 9, 10), sintetizador (2, 5), piano (5)
- MØ - voz (2)
- EasyFun - programación y sintetizador (2, 5), piano (5)
- Sophie - programación (4, 10)
- Danny L Harle - programación (6)
- MNDR - coros (8)
- John Hill - programación (8)
- Jordan Orvash - teclados (8)
- Life Sim - sintetizador (10)

Técnicos
- Stuart Hawkes - ingeniero de masterización
- Geoff Swan - mezcla
- Cameron Gower Poole - ingeniero (1, 9)
- Alex Williams - ingeniero (2, 3, 7)
- Rob Cohen - ingeniero (8)
- Ryan Gilligan - ingeniero ( 8)

## Charts
| Chart (2017)                       | Peak position |
| ---------------------------------- | ------------- |
| Australia (ARIA)                   | 74            |
| Canadá (Billboard Canadian Albums) | 67            |
| Nueva Zelanda (RMNZ)               | 6             |
| Estados Unidos (Billboard 200)     | 175           |

## Tour
| Fecha               | Ciudad        | País           | Lugar                      |
| ------------------- | ------------- | -------------- | -------------------------- |
| 2 de abril de 2017  | San Francisco | Estados Unidos | Rickshaw                   |
| 12 de abril de 2017 | New York City | Estados Unidos | Le Poisson Rouge           |
| 20 de abril de 2017 | Londres       | Reino Unido    | Jazz Café                  |
| 22 de abril de 2017 | Paris         | Francia        | Les Étoiles                |
| 11 de junio de 2017 | São Paulo     | Brasil         | Memorial da América Latina |